# Eric Bibb
Pour les articles homonymes, voir Bibb.
Eric Bibb ou Eric "Nek Tomer" Bibb (né le 16 août 1951 à New York) est un chanteur-compositeur américain de blues basé à Londres.
Sa carrière a tout d'abord commencé en Europe. Son père est Leon Bibb, un chanteur folk vivant à Vancouver.
La musique d'Eric Bibb est enracinée dans le blues, mais comporte des éléments de musique folk, country, gospel et Musique soul. Il a été nommé une fois aux Grammy Awards et deux fois aux WC Handy Award pour ses enregistrements solos.

## Biographie
Eric Bibb est né à New York dans une famille de musiciens. Le père d'Eric, Leon Bibb, était chanteur et s'est fait un nom dans les années 1960 sur la scène folk newyorkaise ; son oncle était le pianiste et compositeur de jazz John Lewis du Modern Jazz Quartet.
Pete Seeger, Odetta et Paul Robeson étaient tous des amis de la famille, ce dernier, Paul, étant le parrain du jeune Eric.
Eric obtient sa première guitare acoustique à l'âge de 7 ans. Il grandit entouré de gens talentueux : il dit se souvenir par exemple d'une conversation, à l'âge de 11 ans, avec Bob Dylan, qui lui dit à propos de la guitare « joue simplement et oublie tous les trucs trop sophistiqués ».
À la Junior High School, Eric devient accro à la musique : « I would cut school and claim I was sick. When everyone would leave the home I would whip out all the records and do my personal DJ thing all day long, playing Odessa, Joan Baez, The New Lost City Ramblers, John White » (« Il m'arrivait de sécher les cours et dire que j'étais malade. Quand tout le monde était parti de la maison je balançais alors tous les disques et faisais ma propre sélection comme j'en avais envie, en mettant du Odessa, Joan Baez, The New Lost City Ramblers, Josh White »).
À l'âge de 16 ans, son père l'invite à jouer de la guitare dans la House Band pour son émission télévisée Someone New.
En 1969, à 18 ans, il joue de la guitare pour la "Negro Ensemble Company" à St Market Place, à New York.
Il étudie alors la psychologie et le russe à l'Université Columbia « After a while it just didn't make much sense at all. I didn't understand why I was at this Ivy League School with all these kids who didn't know anything about what I knew about. »
À l'âge de 19 ans, Eric plaque tout et part à Paris où, lors d'un meeting avec le guitariste Mickey Baker, il trouve sa voie : ce sera le « blues guitare ».
Il trouve ensuite un terrain propice à la création dans son nouveau lieu de résidence en Suède, et retourne à Greenwich Village au moment de l'apogée de la musique folk.
De retour à Stockholm, il s'immerge dans le blues et continue à composer et à se produire sur scène.
L'album Good Stuff est enregistré live à Stockholm en 1997 ; c'est son deuxième album après Spirit and Blues produit en 1994.
Grâce à cet album, Eric connait la célébrité et devient un artiste international de plus en plus reconnu aux États-Unis, en Grande-Bretagne mais aussi en France, Suède et en Allemagne.

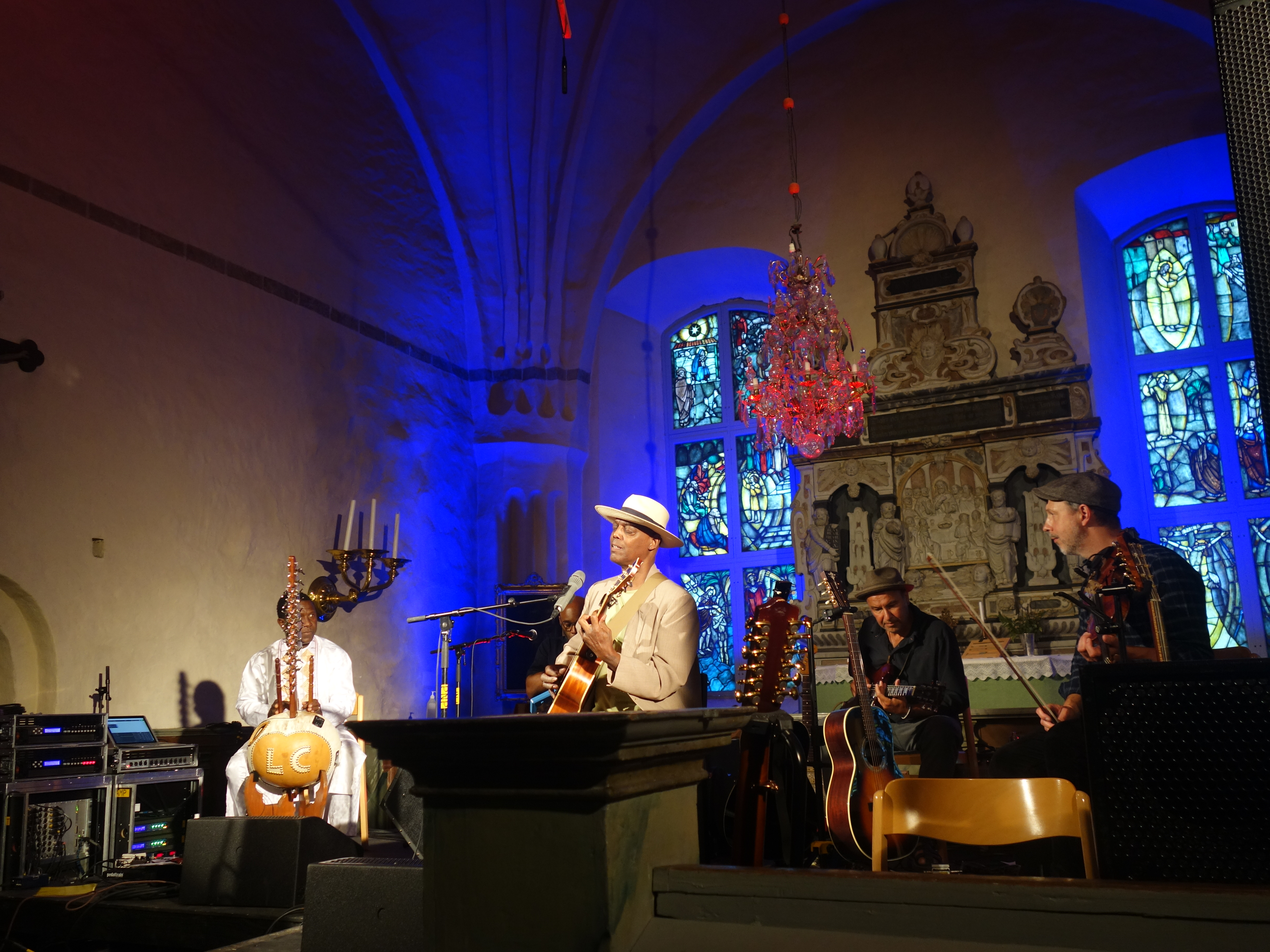
Concert d'Eric Bibb à l'église de Rasbo (proche d'Uppsala), Suède, le 14 août 2022 (dans le cadre de la Semaine de la Culture à Rasbo).

## Discographie

### Albums
- Ridin’  (2023)
- Dear America (2021)
- Global Griot (2018)
- Migration Blues avec Michael Jerome Browne et Jean-Jacques Milteau (2017)
- The Happiest man In The World avec North Country Far et Danny Thompson (2016)
- Lead Belly's Gold avec Jean-Jacques Milteau (2015)
- Blues People (2014)
- Jericho Road (2013)
- Brothers in Bamako avec Habib Koité (2012)
- Deeper In The Well (2012)
- Troubadour Live with Staffan Astner (2011)
- The Haven (2011)
- Blues, Ballads & Work Songs (2011)
- Booker's Guitar (2010)
- Spirit I Am (2008)
- Get On Board (2008)
- Live at FIP (2008)
- Evening with Eric Bibb (2007)
- Diamond Days (2007)
- Praising Peace: A Tribute to Paul Robeson (2006)
- Eric Bibb, A Retrospective (2006)
- A Ship Called Love (2005)
- Sisters & Brothers, avec Rory Block et Maria Muldaur (2004)
- Roadworks (2004)
- Friends (2004)
- A Family Affair (2004)
- Natural Light (2003)
- Just Like Love (2002)
- Painting Signs (2001)
- Roadworks (2000)
- Home To Me (2000)
- Spirit and the Blues (1999)
- Me To You (1998)
- Good Stuff, avec Needed Time (1997)
- Spirit and Blues, avec Needed Time (1994)
- Ain't It Grand (1972)

## Source
- (en) Eric Bibb, Get Onboard World Tour

### Revues, magazines...
- Blues Again !, n° 1, avril/mai/juin 2005